# Ободовка (Тернопольская область)
Ободо́вка (укр. Ободівка) — село в Скориковской сельской общине Тернопольского района Тернопольской области Украины.
До 2020 года входило в Подволочисский район.
Население по переписи 2001 года составляло 129 человек. Почтовый индекс — 47812. Телефонный код — 3543.

## Известные уроженцы
- Обаль, Пётр Павлович (1900—1987) — украинский живописец, график и гравер.